# Phyllovates cingulata
Phyllovates cingulata är en bönsyrseart som beskrevs av Dru Drury 1773. Phyllovates cingulata ingår i släktet Phyllovates och familjen Mantidae. Inga underarter finns listade i Catalogue of Life.